# Françoise-Xavière Cabrini
Pour les articles homonymes, voir Cabrini.
Françoise-Xavière Cabrini (Francesca Saverio Cabrini), née le 15 juillet 1850 à Sant'Angelo Lodigiano et morte le 22 décembre 1917 à Chicago, est une religieuse italienne, fondatrice des Sœurs missionnaires du Sacré-Cœur de Jésus, reconnue sainte par l'Église catholique. Elle est commémorée le 22 décembre selon le Martyrologe romain,.
Elle est la première sainte des États-Unis.

## Biographie
Née en 1850 dans la province de Lodi en Lombardie (à l'époque en Autriche, aujourd'hui en Italie), sainte Françoise-Xavière Cabrini était le treizième enfant d'une riche famille de cultivateurs lombards. Institutrice en 1872, elle rêvait d'être missionnaire en Chine : aucune congrégation ne voulait d'elle en raison de sa santé fragile.
Elle fonde donc, avec six amies, en 1880 sa propre congrégation, les Sœurs missionnaires du Sacré-Cœur de Jésus. Le pape Léon XIII ne l'autorise pas à aller en Chine et lui donne pour mission de s'installer aux États-Unis afin d'y aider les immigrants italiens récemment arrivés. Elle obéit donc, et fonde là-bas des hôpitaux, des dispensaires, des écoles et des communautés religieuses. Naturalisée américaine en 1909, elle meurt à Chicago en 1917, affaiblie par la malaria, épuisée et épanouie par une activité incessante, en laissant trente maisons dans huit pays. Son corps repose à New York dans la 196e rue.

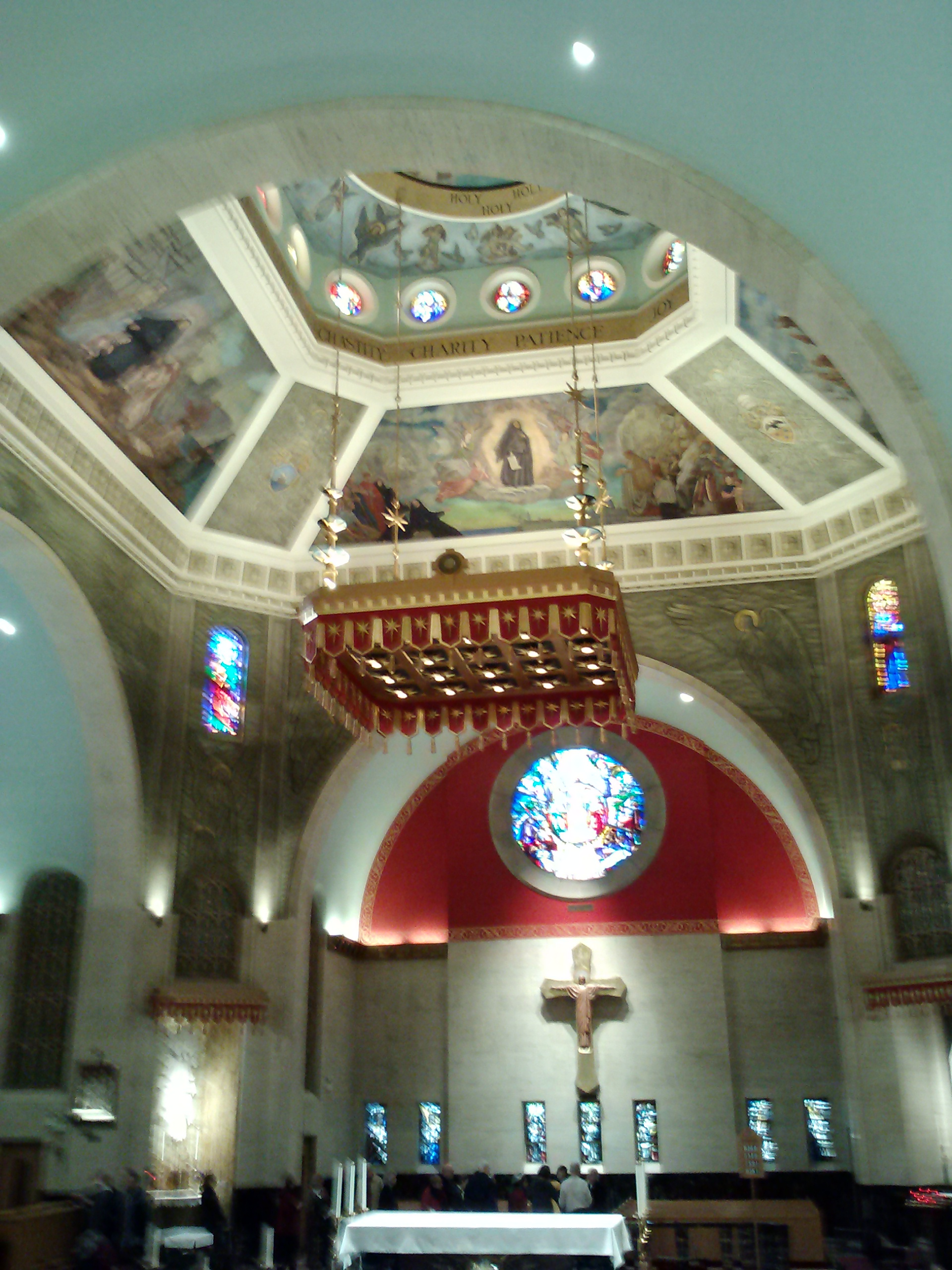
au Lincoln Park, Chicago.

Elle a également créé en France, en 1914, à Noisy-le-Grand, un orphelinat destiné à accueillir les filles des émigrés italiens. Cet orphelinat est devenu aujourd'hui l'ensemble scolaire privé Françoise-Cabrini, comportant des classes maternelles et élémentaires, un collège, un lycée général, technologique et professionnel et un centre d'apprentissage. Une autre partie de la propriété a été destinée à la construction d'une maison de repos puis de retraite, l'EHPAD privé associatif Saint-Joseph.
L'hôpital Santa Cabrini de Montréal et celui de New York, le Cabrini Medical Center (en), sont également nommés en son honneur.
La « Mère des émigrés » a été canonisée par le pape Pie XII dès le 7 juillet 1946.
Elle est fêtée le 22 décembre, jour de sa mort, c’est-à-dire, selon le dogme catholique, le « jour de sa naissance au Ciel », dies natalis.
En 1996, elle est intronisée au National Women's Hall of Fame et en 2022, au Colorado Women's Hall of Fame.